# Saldula opacula
Saldula opacula är en insektsart som först beskrevs av Zetterstedt 1840.  Saldula opacula ingår i släktet Saldula och familjen strandskinnbaggar. Arten är reproducerande i Sverige. Inga underarter finns listade i Catalogue of Life.